# Paolo Di Canio
Paolo di Canio (Roma, Italia; 9 de julio de 1968) es un exfutbolista y actual entrenador italiano. Jugaba como delantero. 
Ha jugado en la liga italiana, en la escocesa y en la inglesa.

## Trayectoria como jugador

### Categorías inferiores
Pasa la infancia en el barrio romano del Quarticciolo y comienza a jugar al fútbol en las categorías inferiores de la Pro Tevere Roma para después fichar por la Lazio. Crece en el equipo "biancoceleste" y después de una temporada cedido en la Ternana en la Serie C2 debuta en la Serie A con la camiseta de la Lazio, el 9 de octubre de 1988, en el partido Cesena-Lazio (0-0).

### Italia (1985-1996)
Su primer equipo fue el SS Lazio, el equipo de sus amores, donde incluso funda el famoso grupo ultra Irriducibili, de corte neo-fascista.
Posteriormente, jugó en otros grandes clubes de Italia: A.C. Milan, la Juventus de Turín y el Napoli. En el Milan integró un equipo muy recordado para los hinchas, conducido por Fabio Capello, que contaba con figuras de la talla de Frank Rijkaard, Ruud Gullit, Franco Baresi y Paolo Maldini, entre otros.

### Gran Bretaña (1996-2004)
Su convivencia en el equipo de Capello no era la mejor, lo que lo llevó a, primero, irse a Escocia (en donde fue declarado futbolista del año) y luego a marcharse a la Premier League, jugando en el Sheffield Wednesday.
En 1998, llega al West Ham United, jugando hasta la temporada 2002/2003 para ser transferido al Charlton Athletic donde dejó un muy grato recuerdo. Durante su estancia en el West Ham, recibe el galardón FIFA Fair Play Award en el año 2001.
Galardón FIFA Fair Play Award en el año 2001
En el momento en que el portero del Everton, Paul Gerrard, cae lesionado y se queda tendido en el césped, un jugador del West Ham se hace con el balón cerca del saque de esquina y realiza un centro que dejaría en clara ventaja a Paolo Di Canio, quién, con la portería vacía, decide coger la pelota con la mano e irse a donde está el portero rival en el suelo, parando así el juego y permitiendo que la asistencia médica entrara a atender al portero lesionado. Era el último minuto de partido y el resultado era de empate a 1.

### Vuelta a Lazio (2004-2006)
En la temporada 2004/2005 Di Canio revoluciona Roma, volviendo al club de sus amores: SS Lazio. Para jugar en el equipo lazial, Di Canio tuvo que renunciar a parte de su salario y lo hizo solo por el hecho de ser el club de sus amores.
En el club lazial ya era ídolo por su juego, carácter pasional y también gracias a compartir la ideología de Mussolini , lo que generó controversias en el derby romano del 6 de enero de 2005 (que ganaría la Lazio por 3-1) con su celebración con el saludo romano que lo llevó a ser sancionado por la Asociación de Fútbol de Italia.

### Cisco Roma y retirada (2008)
En julio de 2006, Paolo Di Canio firma por una temporada con el Cisco Roma de la Serie C2 (cuarta división italiana), tras no llegar a un acuerdo de renovación con su equipo. En julio de 2007 el equipo desciende de categoría y juega en el Cisco Roma B, es decir en la quinta división italiana. Se retiró en 2008.

## Trayectoria como entrenador
En el 2010 Di Canio obtiene la licencia UEFA Pro para entrenar.

### Swindon Town
El 20 de mayo de 2011 el Swindon Town, después de terminar último en la League One y, por lo tanto, relegados a la League Two, lo nombró su entrenador. Después de una serie de cuatro derrotas seguidas, conduce al Swindon a una racha de victorias y de resultados positivos, la final del Trofeo de la pintura de Johnstone y la FA Cup donde elimina sorprendentemente al Wigan Athletic en tercera ronda (07/01/2012). Esto demuestra una gran sabiduría y disciplina táctica de trabajo produciendo un fútbol ofensivo y efectivo. Al final de la temporada, Di Canio logró el ascenso de Swindon town, por lo que vuelven a jugar en la League One.

### Sunderland
El 31 de marzo de 2013, firma como entrenador del Sunderland Association Football Club, logrando la permanencia para dicho equipo. Fue destituido el 23 de septiembre del mismo año, tras un mal comienzo en la Premier League 2013/14, estando el equipo en último lugar tras 5 partidos.

## Polémicas
Di Canio nunca ha escondido su simpatía por la ideología fascista de Benito Mussolini, personaje al que admira. La manifestación de su ideología, que tiene también tatuada en la piel través la palabra "DVX", en multitud de ocasiones le ha llevado a ser aclamado por la Curva Nord, los hinchas de su antiguo club el SS Lazio, principalmente por el grupo ultra Irriducibili. En concreto, el saludo romano protagonizado en un derbi contra el AS Roma le catapultó a la primera página de los medios deportivos de todo el mundo. También es famoso por portar en su espalda un tatuaje con un águila imperial.

## Vida privada
Está casado con Elisabetta, con la que tiene dos hijas: Ludovica y Lucrezia. Se rumorea que tuvo una relación extramatrimonial con la modelo y actriz Sara Tommasi, pero ésta lo ha desmentido.

## Películas
En septiembre de 1999, Paolo Di Canio debutó como actor en la película el "Strade Parallele" de Luca Borri.

## Clubes como jugador
| Club                            | País       | Año         |
| ------------------------------- | ---------- | ----------- |
| Società Sportiva Lazio          | Italia     | 1985 - 1986 |
| Ternana Calcio                  | Italia     | 1986 - 1987 |
| Società Sportiva Lazio          | Italia     | 1987 - 1990 |
| Juventus FC                     | Italia     | 1990 - 1993 |
| AC Milan                        | Italia     | 1994 - 1996 |
| Celtic FC                       | Escocia    | 1996 - 1997 |
| Sheffield Wednesday F.C.        | Inglaterra | 1998 - 1999 |
| West Ham United                 | Inglaterra | 1999 - 2003 |
| Charlton Athletic Football Club | Inglaterra | 2003 - 2004 |
| Società Sportiva Lazio          | Italia     | 2004 - 2006 |
| Cisco Roma                      | Italia     | 2006 - 2008 |

## Clubes como entrenador
| Club                                 | País       | Año         |
| ------------------------------------ | ---------- | ----------- |
| Swindon Town                         | Inglaterra | 2011 - 2013 |
| Sunderland Association Football Club | Inglaterra | 2013        |

## Palmarés

### Campeonatos nacionales
| Título            | Club  | País   | Año     |
| ----------------- | ----- | ------ | ------- |
| Liga italiana (A) | Milan | Italia | 1995-96 |

### Campeonatos internacionales
| Título          | Club     | País   | Año  |
| --------------- | -------- | ------ | ---- |
| Copa de la UEFA | Juventus | Italia | 1993 |

### Distinciones individuales
| Distinción                    | Año  |
| ----------------------------- | ---- |
| Futbolista del año en Escocia | 1997 |
| Premio Fair Play              | 2001 |